# غابرييلا بريمر
غابرييلا بريمر (بالإسبانية: Gabriela Brimmer)‏ (12 سبتمبر 1947، مدينة مكسيكو في المكسيك - 2 يناير 2000، مدينة مكسيكو في المكسيك)؛ ناشطة حقوق الإنسان، كاتِبة وشاعرة مكسيكية.